# Efren Reyes sr.
Efren Reyes sr. (Manilla, 18 juni 1924 - aldaar, 11 februari 1968) was een Filipijns acteur, regisseur en producent. 

## Biografie
Reyes werd ontdekt door regisseur Gregorio Fernandez, die hem een rol gaf in de film 'Garrison 13' (1946). Zijn grote doorbraak kwam enkele jaren later met zijn rol in 'Kumander Sundang' (1949). Hij groeide hij in de jaren 50 uit tot een veelgevraagd acteur in de jaren 50 in met name actiefilms en epische speelfilms. Hij speelde hoofdrollen in films van LVN, Premiere en Lawin Pictures. In diverse van deze films speelde hij een zwaardvechtende heldenrol. Voorbeelden van deze zogenaamde swashbuckling movies met Reyes in de hoofdrol zijn 'Prinsipe Don Juan' (1950), 'Carlos Trece' (1953), 'Prinsipe Villarba' (1956), 'Haring Espada' (1956), 'Prinsipe Alejandre' (1957) en 'Eskrimador' (1957). Voor zijn rol in de film 'Ifugao' (1954) kreeg hij in 1955 de onderscheiding voor beste acteur op het Asian Film Festival. Met zijn rol in Kadenang Putik (1960) won hij een FAMAS Award voor beste acteur en de films 'Salabusab' (1954) en 'Kalibre 45' (1957) met Reyes in de hoofdrol, wonnen beide een FAMAS Award voor beste film. In 1952 richtte hij zijn eigen productiebedrijf op. Met Efren Reys Productions produceerde en regisseerde hij onder andere de films 'Albano Brothers' (1962), 'Sigaw ng digmaan' (1963), met Fernando Poe in de hoofdrol, 'Pilipinas kong mahal' (1965) en 'Dugo ang kulay ng pag-Ibig' (1966), die alle werden genomineerd voor de FAMAS Award voor beste film.
Reyes overleed in 1968 op 43-jarige leeftijd onderweg naar het Santa Ana Hospital in Manilla, nadat hij kort daarvoor, tijdens een bezoek aan de Santa Ana Race tracks was getroffen door een hartaanval. Reyes was getrouwd met actrice Virginia Melevo. Samen hadden ze vijf kinderen, waaronder Efren Reyes jr. en Christina Reyes, die later net als hun ouders zouden gaan acteren.

## Bron
- Carlos Quirino, Who's who in Philippine history, Tahanan Books, Manilla (1995)